# Zwartkinbergtangare
De zwartkinbergtangare (Anisognathus notabilis) is een zangvogel uit de familie Thraupidae (tangaren).

## Verspreiding en leefgebied
Deze soort komt voor in de Andes van westelijk Colombia en westelijk Ecuador.